# سافيناميد
سافيناميد (بالإنجليزية: Safinamide)‏ هو دواء يُستعمل في علاج:
- مرض باركنسون[8]